# AAB (dokumentarfilm)
 For alternative betydninger, se AAB. (Se også artikler, som begynder med AAB)
AAB er en dansk dokumentarfilm instrueret af Ebbe Larsen.

## Handling
Denne artikel mangler et handlingsreferat. Hjælp os med at skrive det.